# 장국죽

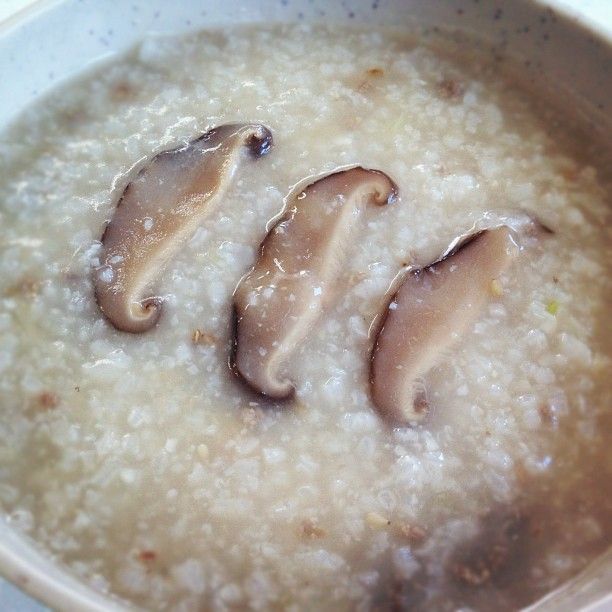

장국죽은 다진 쇠고기를 참기름에 볶은 국 간장 베이스의 쇠고기 국물인 맑은장국에 밥을 넣고 끓인 죽이다. 우육죽(牛肉粥; "소죽")이며 1766년 책 증보살림경제에 나온다.

## 준비
장국은 다진 쇠고기에 다진 파, 다진 마늘, 국간장, 참기름, 간 후추로 간을 한 뒤 참기름에 볶는다. 볶은 쇠고기에 물을 넣고 거품이나 여분의 기름을 걷어낸다. 국물이 자작해지면 불린 쌀을 넣고 죽이 원하는 농도가 될 때까지 끓인다.
우둔살 등 살코기를 선호하며, 죽은 살짝 간을 해야 한다. 회복중인 환자와 노인에게 좋다.

## 같이 보기
- 죽
- 전복죽
- 조선왕조 궁중음식